# Joseph-Barthélemy-François Carrère
Pour les articles homonymes, voir Carrère.
Joseph-Barthélemy-François Carrère, né le 24 août 1740 à Perpignan (Roussillon) et mort le 20 décembre 1803 à Barcelone (Espagne), est un médecin français.

## Biographie
Fils de Thomas Carrère, un médecin renommé, Joseph Carrère accéda lui-même au grade de docteur en médecine à Montpellier en 1759. Il occupa à partir de 1762 la chaire d'anatomie et de chirurgie de la Faculté de médecine de Perpignan. Nommé le 8 octobre 1770 directeur du cabinet d'histoire naturelle qu'il organisa à Perpignan, il peut en être considéré comme le premier conservateur. En 1772, Louis XV inféoda en sa faveur les bains des Escaldes en Cerdagne, inféodation à laquelle s'opposèrent fermement les habitants du village. Le roi le nomma en 1773 inspecteur général des eaux minérales de la province de Roussillon et du comté de Foix.
Joseph Carrère se heurta par ailleurs à des difficultés auprès de ses collègues de l'Université de Perpignan : en mars 1773, des plaintes furent portées et le chancelier de Maupeou, qui en fut informé, pensa que seule sa destitution pouvait ramener le bon ordre dans l'Université de Perpignan. Carrère fut relevé de ses fonctions par un arrêté du conseil du roi du 3 juillet 1773. En 1774, il quitta Perpignan et s'installa à Paris où il devint censeur royal en 1775, médecin du garde meuble et médecin ordinaire de Louis XVI.
À partir de 1780, Joseph Carrère reprit, à la demande de la Société royale de Médecine, une grande enquête sur toutes les eaux minérales du Royaume, dont avaient été chargés Gabriel François Venel et Pierre Bayen, mais que la guerre de Sept Ans avait interrompue en 1756. Il put compléter, grâce à une abondante correspondance avec les médecins, chimistes et physiciens des provinces, les données qui lui manquaient, notamment les différentes température des sources mesurées avec le thermomètre de Réaumur.
Il passa les dernières années de sa vie au Portugal et en Espagne et fournit à Alexandre de Laborde de nombreux renseignements pour ses ouvrages sur ce royaume.

## Œuvres
Outre un certain nombre d'ouvrages de médecine, il a écrit :
- Bibliothèque littéraire historique et critique de la médecine ancienne et moderne, tomes I et II. Paris, 1776 (ce dictionnaire s'arrête à Coivart).
- Catalogue raisonné des ouvrages qui ont été publiés sur les eaux minérales en général, et sur celles de la France en particulier. Paris, 1785.

« Ce gros volume de 584 pages est divisé en quatre parties. La première analyse 242 ouvrages ; dans la seconde, l'auteur décrit les sources minérales de chaque province et cite 898 ouvrages sur ces sources ; la troisième partie recense les sources sur lesquelles il n'y a pas d'ouvrage, dans 357 communes ; la quatrième partie enfin propose un tableau des températures des eaux minérales. »

- Tableau de Lisbonne en 1796, suivi d'une lettre écrite en Portugal sur l'état ancien et actuel de ce royaume. Paris, 1797.

On lui doit également d'avoir publié en 1786 le deuxième manuel d'instructions destiné aux personnes qui gardent les malades intitulé : Manuel pour le service des malades, ou précis de connaissances nécessaires aux personnes chargées du soin des malades, femmes enceintes, enfants nouveau-nés, etc. Il est parmi les premiers à avoir émis l'idée qu'une formation est nécessaire pour les personnes qui donnent des soins.